# Mezquita de Zoti
La mezquita de Zoti (en georgiano: ზოტის ჯამე) es una mezquita congregacional ubicada en el pueblo de Zoti, parte del municipio de Chojatauri de Guria, Georgia. Está inscrita en la lista de Monumentos culturales inamovibles de importancia nacional de Georgia.

## Historia
La mezquita fue construida en 1904.  

## Diseño
La mezquita consiste un edificio de madera de dos pisos que termina con un minarete en forma de cúpula. El interior está bien iluminado por dos hileras de ventanas. Las ventanas originales de madera han sido sustituidas por ventanas de metal y plástico, y el edificio está rodeado de hojalata. Dentro del edificio, a lo largo de tres paredes, hay una kandara y un mihrab en el muro sur. 
La mezquita está delicadamente pintada y tallada. Las tallas y el friso están coloreados con colores verde, turquesa y rojo. Las paredes están pintadas con adornos florales y conos de flores. Aquí se utiliza un fondo azul y colores naranja, rojo, verde y negro. Según la narración, la pintura interior pertenece a un pintor local de origen laz llamado Ömer.

## Galería

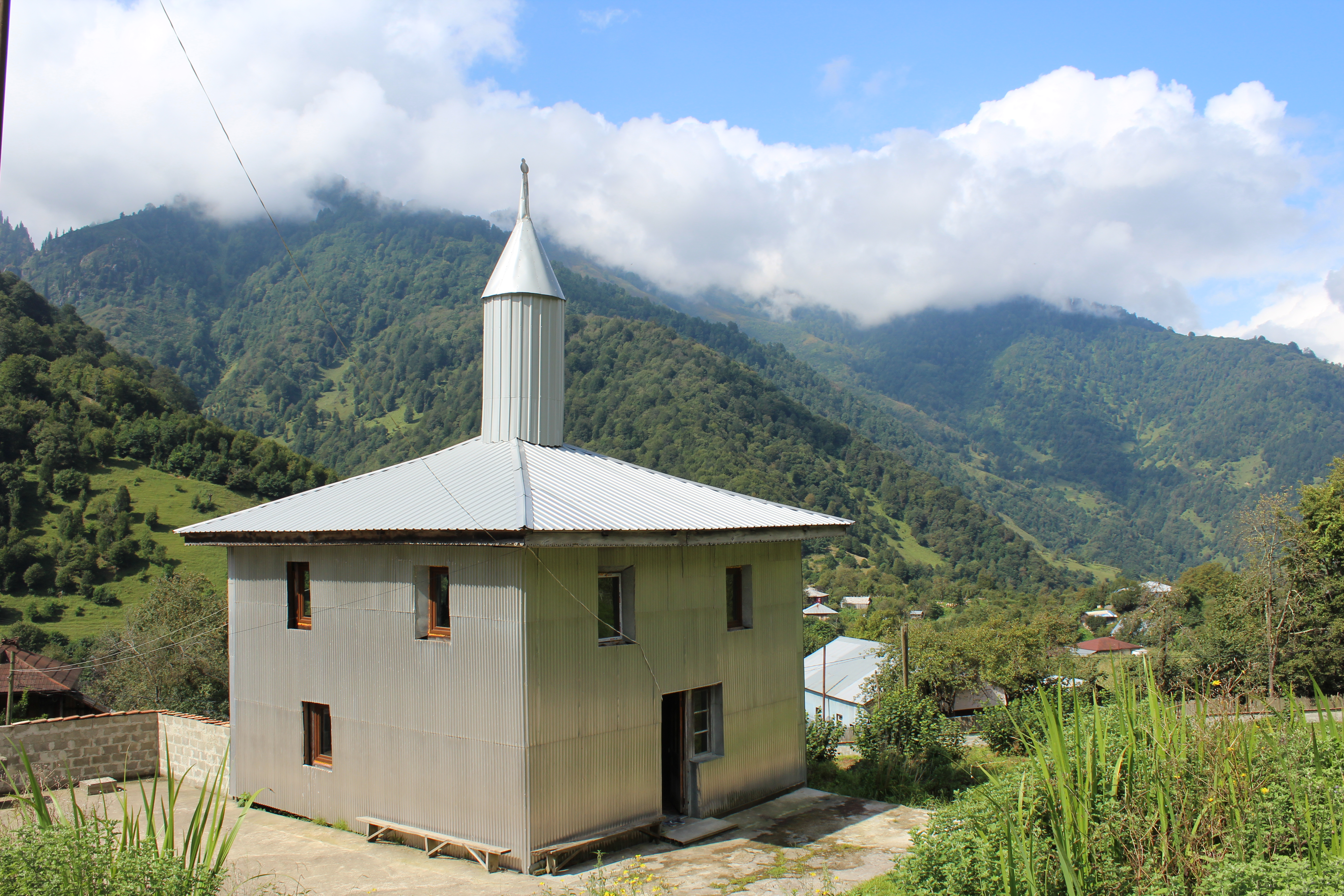
Aspecto exterior de la mezquita
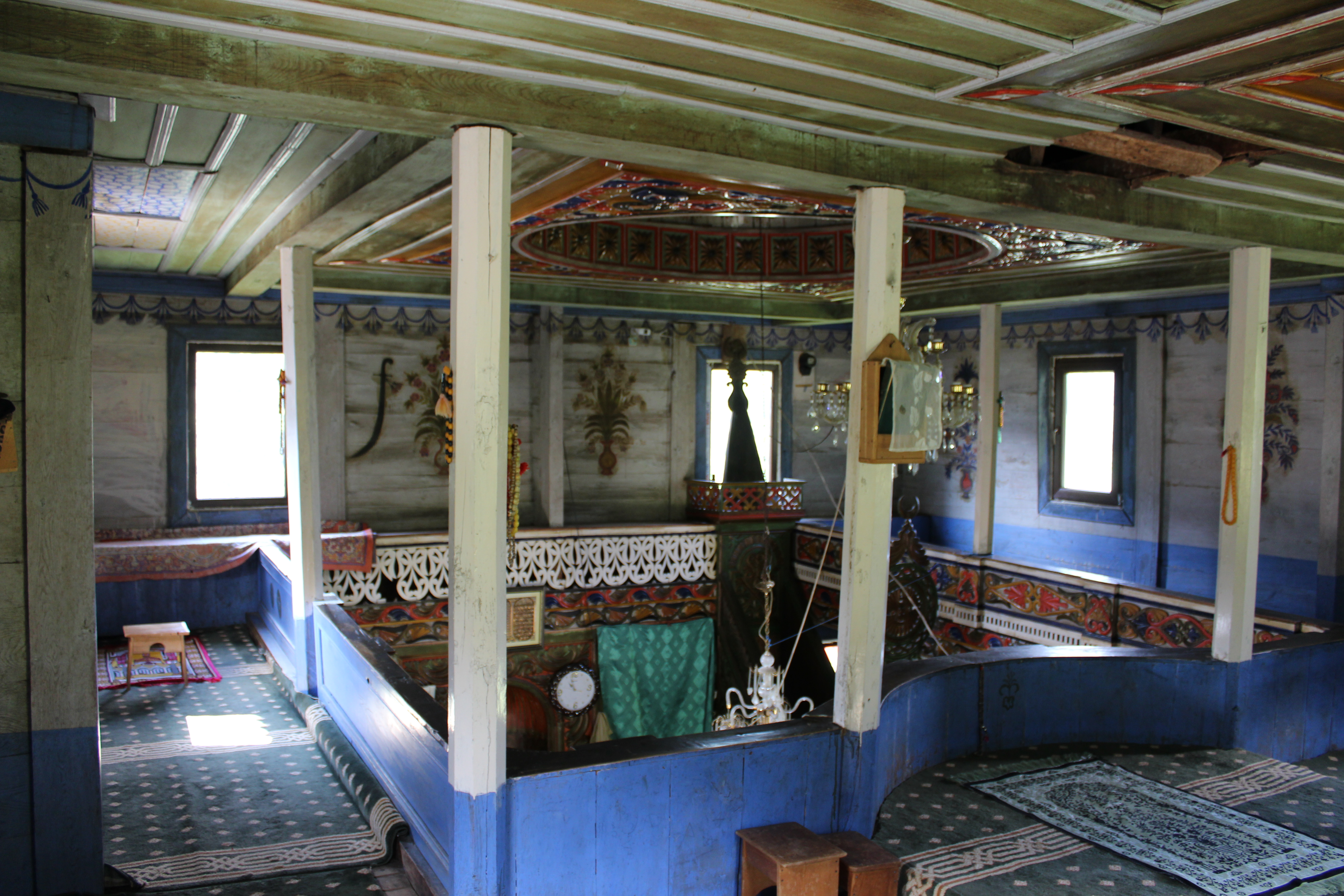
Interior de la mezquita desde la segunda planta
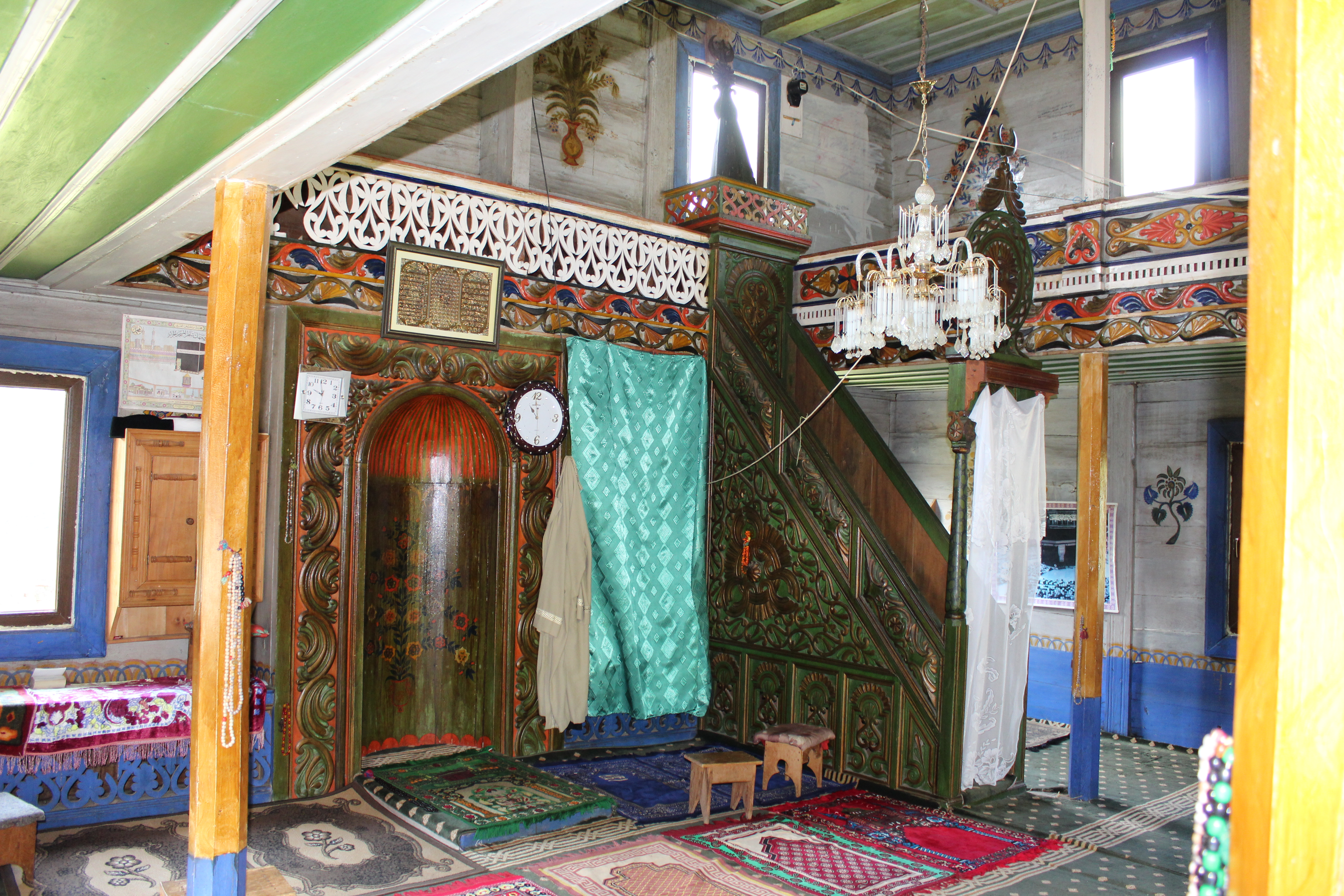
Mihrab de la mezquita
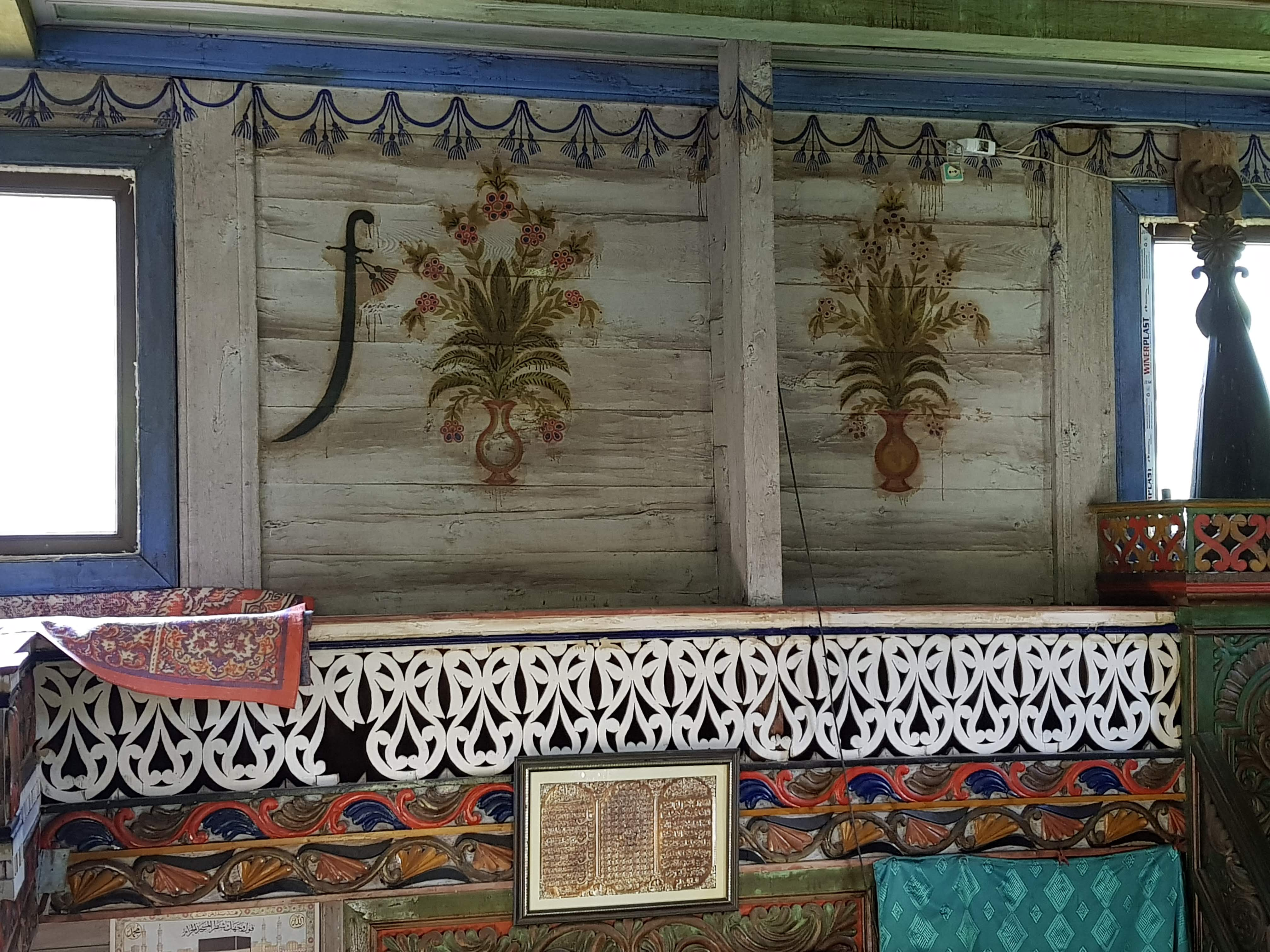
Detalles de las pinturas